# Bettina Tita
Bettina Tita (27 de abril de 1980, Timisoara, Rumanía). Es una artista multimedia de origen rumano. Actualmente reside en Núremberg.

## Biografía
Su padre era ingeniero y profesor de matemáticas y física y su madre lingüista. En el curso de la revolución rumana de 1989 emigró con su familia a Alemania, donde curso estudios hasta el año 1994 en el Hardenberg-Gymnasium de Furth. Después recibió clases de Ottmar Höril en la Academia de Bellas Artes en Núremberg (2002 - 2007) y realizó viajes de estudio a China y Rumanía, donde se despertó su interés por las técnicas analógicas, los medios digitales y las estrategias de guerrilla de la comunicación. Entre sus influencias artísticas merecen destacarse el movimiento Adbusters y el cine de Andrei Tarkovsky. Tita se sirve principalmente de la manipulación de imágenes publicitarias y la "instalación humana", basada en un uso irónico de su propio cuerpo.

## Exposiciones e intervenciones (selección)
- Casa culturii, Dragasani, Rumanía
- Futuro Hablar / centrífuga, Núremberg
- Galería de Arte Fürth Furth de 2003
- La larga noche de la Ciencia, Núremberg, 2004
- Casa de la Cultura, Geamăna, Rumania, 2005
- Casa de la Cultura Katana, Núremberg, 2006
- Galería de ArtBox, Fráncfort del Meno de 2006
- Art Cologne Colonia de 2006
- Kunsthaus Tacheles Berlin-Mitte, con Buenaventura Soh Bejeng Ndikung Ronnefeldt y Julian, 2008 wordpress.com, Artista: Tita Bettina, 14 de agosto de 2008
- Galería de Arte de consumo, Berlín-Mitte, 2008
- Noche y Niebla Neukölln, Berlín-Neukölln de 2008
- Nacido Kulturny Catedral, con NSK Lipsk nsk-lipsk.de] Nuevo Arte Esloveno: Estado, 1 pronunciamientos 06 2011
- Noche Azul de Núremberg, coworking-nuernberg.de, programa del evento Noche Azul, "WortBildTonKunst - Puentes de los sentidos"